# Rutajärvi (Joutsa)
Le Rutajärvi est un lac situé à proximité du Parc national de Leivonmäki en Finlande-Centrale.

## Géographie
Le lac a une superficie de 11,204 km2
Les rives occidentales du lac sont situées dans le Parc national de Leivonmäki.
Le lac s'écoule dans le Päijänne par la rivière Rutajoki.
La hauteur de l'eau a été abaissée de 2 mètres en 1850–1853 et de 1,5 mètre en 1890–1894,.